# خلوق إيبك
خلوق إيبك (بالتركية: Haluk İpek)‏, (2 شباط/فبراير 1963, «سولوّا» في أماسيا, تركيا) سياسي تركي. ونائب حالي وسابق في البرلمان التركي لأكثر من دورة ممثلا عن حزب العدالة والتنمية.